# キュー (YMOの曲)
「キュー」（CUE）は、イエロー・マジック・オーケストラ（YMO）の4枚目のシングル。1981年4月21日にアルファレコードよりリリースされた。

## 解説
アルバム『BGM』からのシングルカットで、アルバムと同じテイクとなっている。
ジャケットはペーパースリーブ仕様。
活動期にTM NETWORKがTMNに改名した様に改名はしていないが、グループ名がジャケットや盤のレーベルにYMOと記載された。

### キュー
ウルトラヴォックスの「パッショネート・リプライ」からインスピレーションを受けた細野晴臣と高橋幸宏が二人で二日で作り上げた。その際二人で盛り上がってしまい、紙に「CUE」と書いて記念写真を撮っている。イントロのシーケンスパターンとバグパイプ風のシンセサイザーは細野の演奏によるもので、それ以外高橋が担当した。
細野は三人で完成させることを望んでいたが、坂本龍一はウルトラヴォックスを真似た曲であることに反発し、録音を意識的にサボタージュしており作成に一切タッチしていない。その後も坂本はこの曲を嫌っていたが、時を経た『UC YMO』のブックレットでは「この曲のもつ、ポジティブさと清冽さと若さの同居は、いいですね」と感想を記し、「この曲は、その後のYMOの方向性を決めた点で重要」との評価もしている。
このような経緯により坂本のパートがないことから、ライブでは坂本は自分で希望してドラムを叩くことが多く、1981年に「ミュージック・フェア」出演の際にも坂本がドラムを担当。この時のエピソードとして高橋がDVD「Visual YMO : the Best」副音声で「本番で6回か7回やったんじゃないかな?」と明かした。2007年5月19日に行われたヒューマン・オーディオ・スポンジのライヴ「Smile Together Project Special Live 2007」アンコールで演奏された際も、坂本がドラムを担当した。
歌詞を翻訳したバラカンは、メロディが先にできている曲に歌詞を当てはめるため、どうしても早口になってしまうところがあることを心配していたが、高橋はうまくこなしている。
富士フイルム（後のAXIA）カセットテープのCMに使用され、高橋はDVD「Visual YMO : the Best」の副音声で、撮影していて中に吊られた事を明かし更に「恐らく、オンエアされなかったんですね。嫌われちゃったのかな?クライアントに」と述べた。
アルバム『テクノデリック』に収録に収録されている「手掛かり KEY」は、 "CUEの続編" とされる。

### ユーティー
タイトルは「Ultra-Terrestrial」（超地球的存在）の略で、UFO辞典から引用した。その際「E.T.」と「U.T.」どちらにするか検討されたが結局「U.T.」が採用された。「E.T.」は、Extra-Terrestrial（地球外的存在、地球外生命体）の意味で、同名の映画が公開されたのは発売の翌年で、細野は「『U.T』にしておいて良かったですね」と語っている。
録音当初は8ビートであったが、細野がテープエコーのフィードバックをかけ現在の曲となった。Bメロの部分では「テクノポリス」のサビを彷彿させる部分が聞ける。
ピアノはヤマハのアナログ・ディレイE1010とローランドのフランジャーSBF-325でアタックを変え、EVENTIDEのハーモナイザーH949を使って、実際に弾いている倍の高さの音を加えている。
間奏部分で3人の座談会のようなやりとりが行なわれ3人の声にエフェクトがかぶせてある。
後年、海外のニュー・ミュージカル・エクスプレスでは「ハードコアテクノの元祖」と評された。
1993年6月に行われたYMO再生コンサートではセットリストに入っており、パンフレットにも記載があったが、演奏されなかった。理由として『BGM』レコーディングの際に、現在では廃れた規格のデジタルレコーダーを使用しており、マルチ再生不可のためサンプリングができず、演奏を断念したという経緯がある。

## 収録曲
| 全編曲: YMO。 |                     |                                             |                    |      |
| #             | タイトル            | 作詞                                        | 作曲               | 時間 |
| 1.            | 「キュー」(CUE)     | 高橋幸宏、細野晴臣 訳詞：ピーター・バラカン | 高橋幸宏、細野晴臣 | 4:30 |
| 2.            | 「ユーティー」(U.T) |                                             | YMO                | 4:30 |

## カバー
- 麻丘めぐみ（NHK「お宝TVデラックス」のテーマ音楽）[4]
- Cornelius（シングル「BREEZIN'」収録）
- 高橋幸宏 & METAFIVE（ライブ・アルバム「TECHNO RECITAL」、「METALIVE」収録。のちCorneliusがCIRCLE '23でカバー）
- 長谷川白紙（ミニアルバム『草木萌動』収録）
- Hana Hope（アルバム「HUES」収録)